# 레네 드자이에르

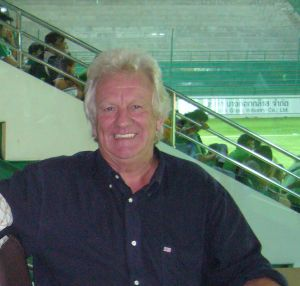

레네 드자이에르(René Desaeyere, 1947년 9월 14일~ )는 벨기에 출신의 축구 감독이다.

## 경력
K리그 천안 일화 천마 (현 성남 FC)의 축구 감독을 역임하였는데 선수들을 장악하는 능력과 용병술 등이 박종환 일화 초대 감독을 빼닮았다는 평가가 있었다.
그러나, 1999년 말까지가 계약기간이었음에도 부임 첫 해인 1997년에는 고정운의 일본행 - 박남열 이영진 한정국의 군 입대 등 여러 가지 악재가 겹쳐 정규리그 8위에 그쳤고 급기야 1998년에는 양대 컵대회에서 중위권에 머문 데다 정규리그 최하위에 머무르자 시즌 막판 중도하차했지만 부임(1996년 12월 19일부터) 당시 아시안 클럽 챔피언십 1996-97 1997년 FA컵 결승 진출의 성과를 남기기도 했다.